# 象角

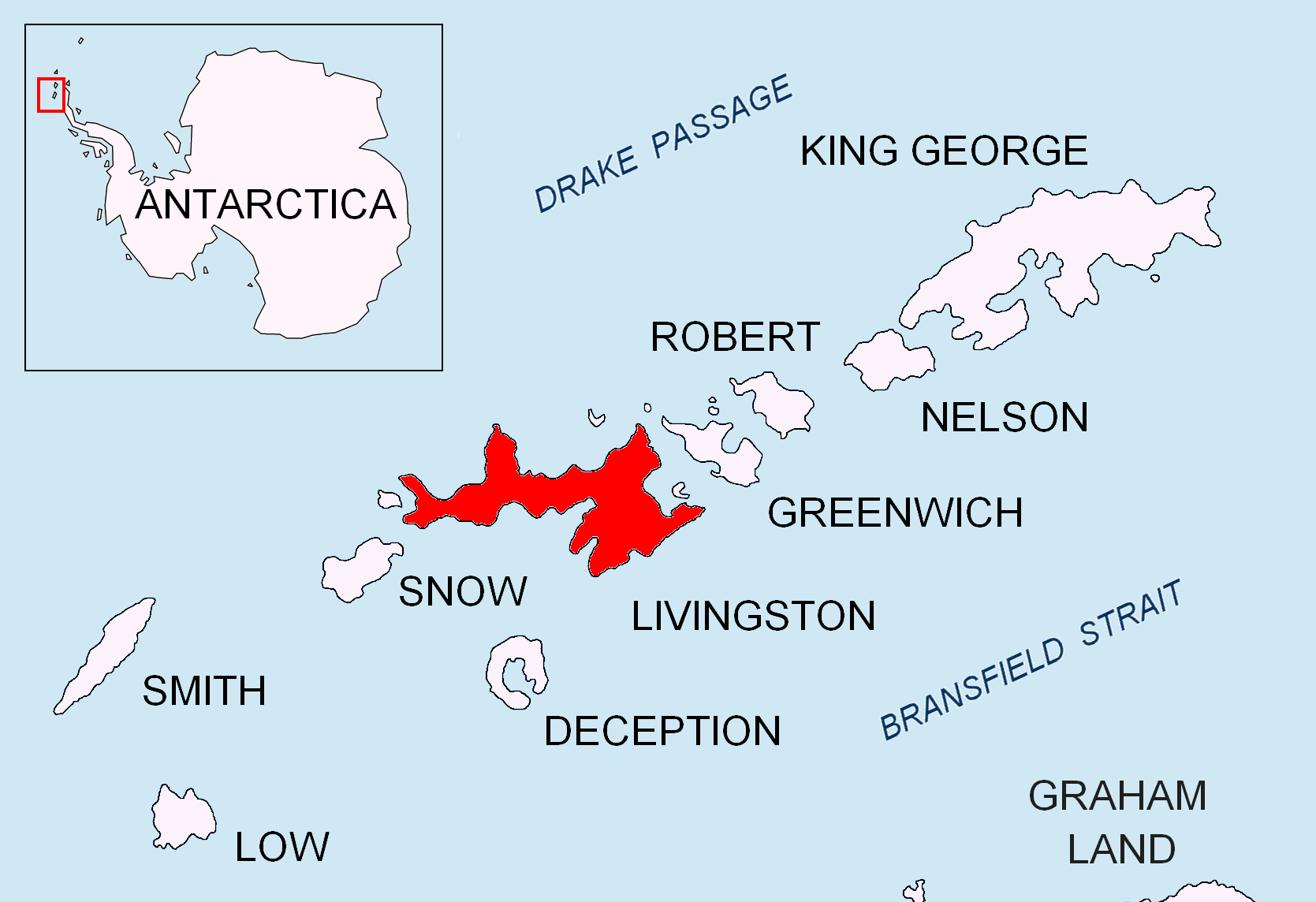

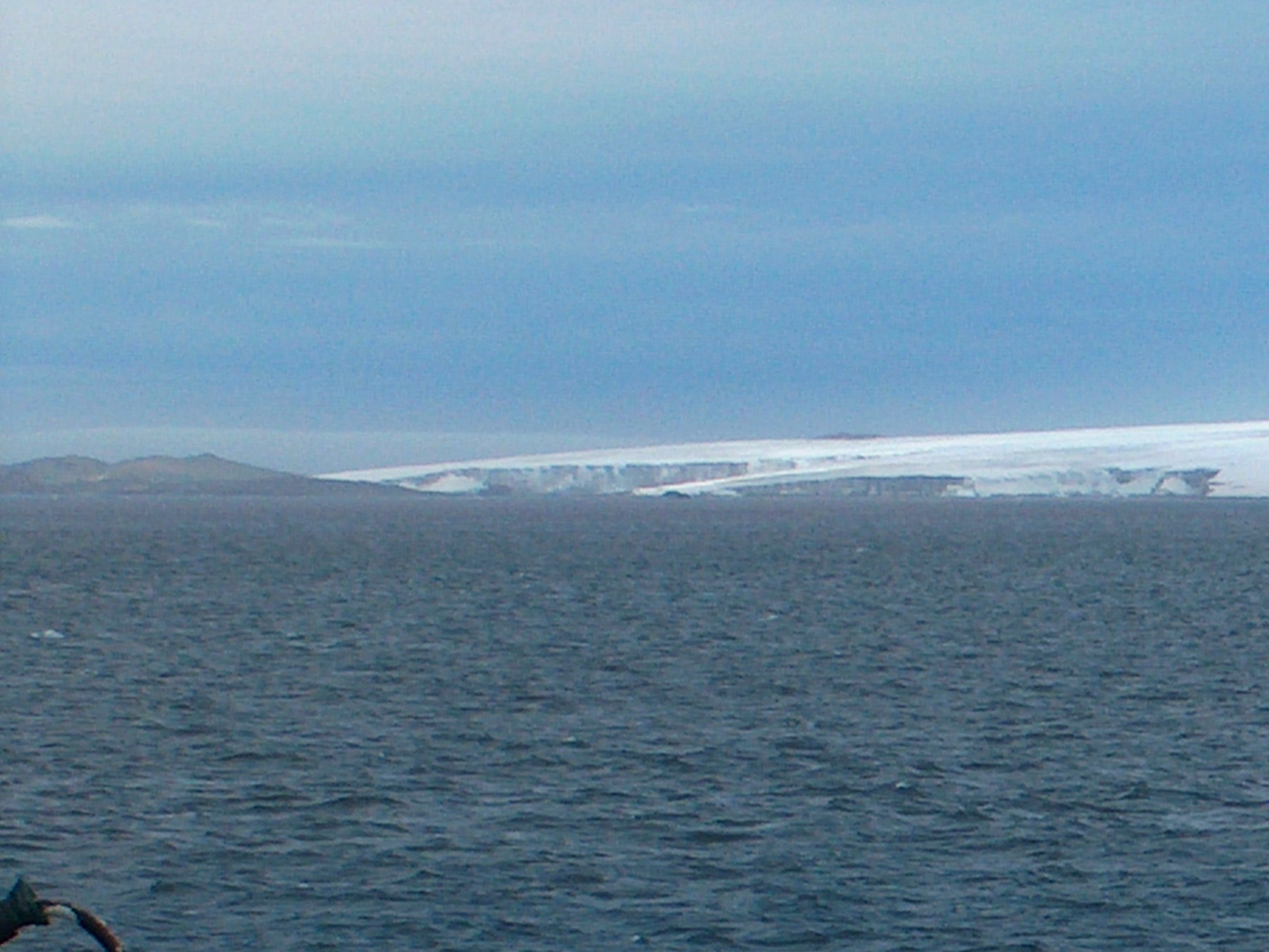

象角（英語：Elephant Point）是南極洲的海岬，位於南設得蘭群島的利文斯頓島西部，處於尼科波爾角東南面12.1公里、克拉克冰原島峰東南面3.95公里、邦德角西南面3.08公里、漢娜角西南面13.2公里。

## 外部連結
- SCAR Composite Antarctic Gazetteer（页面存档备份，存于）.